# Теличко, Валентина Васильевна
Теличко Валентина Васильевна — заслуженный художник Украины (2012), член Донецкой областной организации национального союза художников Украины.

## Биография
Родилась в 1948 году в Макеевке. В 1970 году закончила Луганское государственное художественное училище. В 1987 году вступила в союз художников Украины.
Участвовала в международных, республиканских и областных выставках. Имеет около 15 персональных выставок как на Украине, так и за рубежом.
Замужем за Владимиром Александровичем Теличко, также выпускнике Луганского государственного художественное училища и члене Донецкой областной организации национального союза художников Украины.
Входит в донецкую творческую группу «Содружество».

## Выставки
- 2005 — участие в выставке творческой группы «Донецкий пленэр» в Центре современного искусства и культуры имени А. Куинджи, Мариуполь[4].
- 2008 — «Уклон земли» (Владимир Теличко, Валентина Теличко, Александр Шамарин). Луганск, Галерея искусств[5][6].
- 2008 — персональная выставка в донецком отделении ПроКредит Банка[7]
- 2009 — Выставка в Макеевском художественно-краеведческом музее совместно с супругом[2].
- 2010 — участие в коллективной выставке живописи творческого объединения «Содружество» — «Творческие пути». Донецк, Донецкий областной художественный музей[8][9][10]
- 2011 — участие в коллективной выставке «34 художника», посвящённой открытию ХВЦ «АртДонбасс»[11].
- 2011—2012 — «Восхождение к Образу» совместно с Геннадием Жуковым, к 20-летию их совместной творческой работы. Донецк, дом работников культуры[12]
- 2012 — участие в коллективной выставке «Весенней палитры краски». Донецк, ХВЦ «АртДонбасс»[13]